# Madrepérola

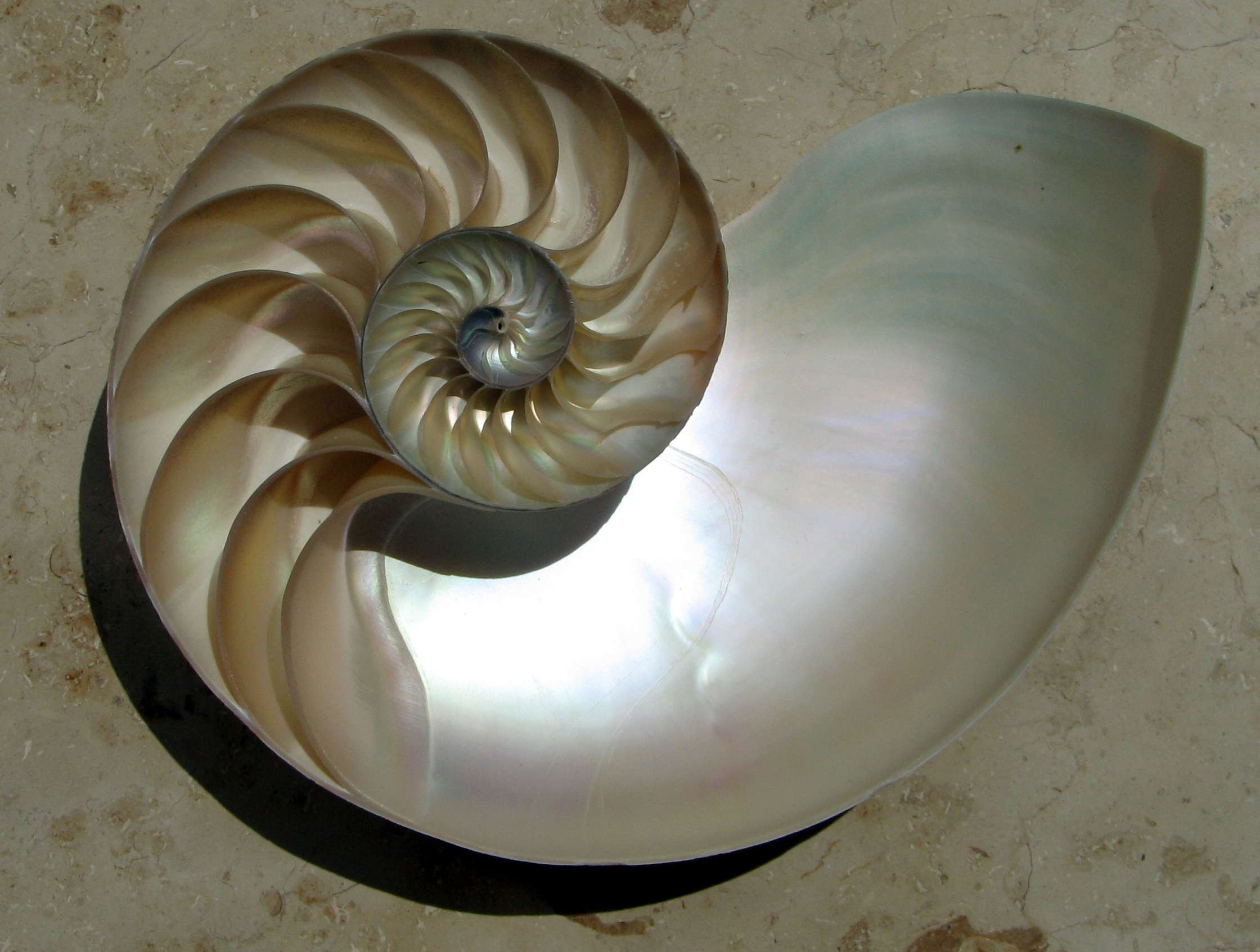
Concha de náutilo com interior recoberto por nácar

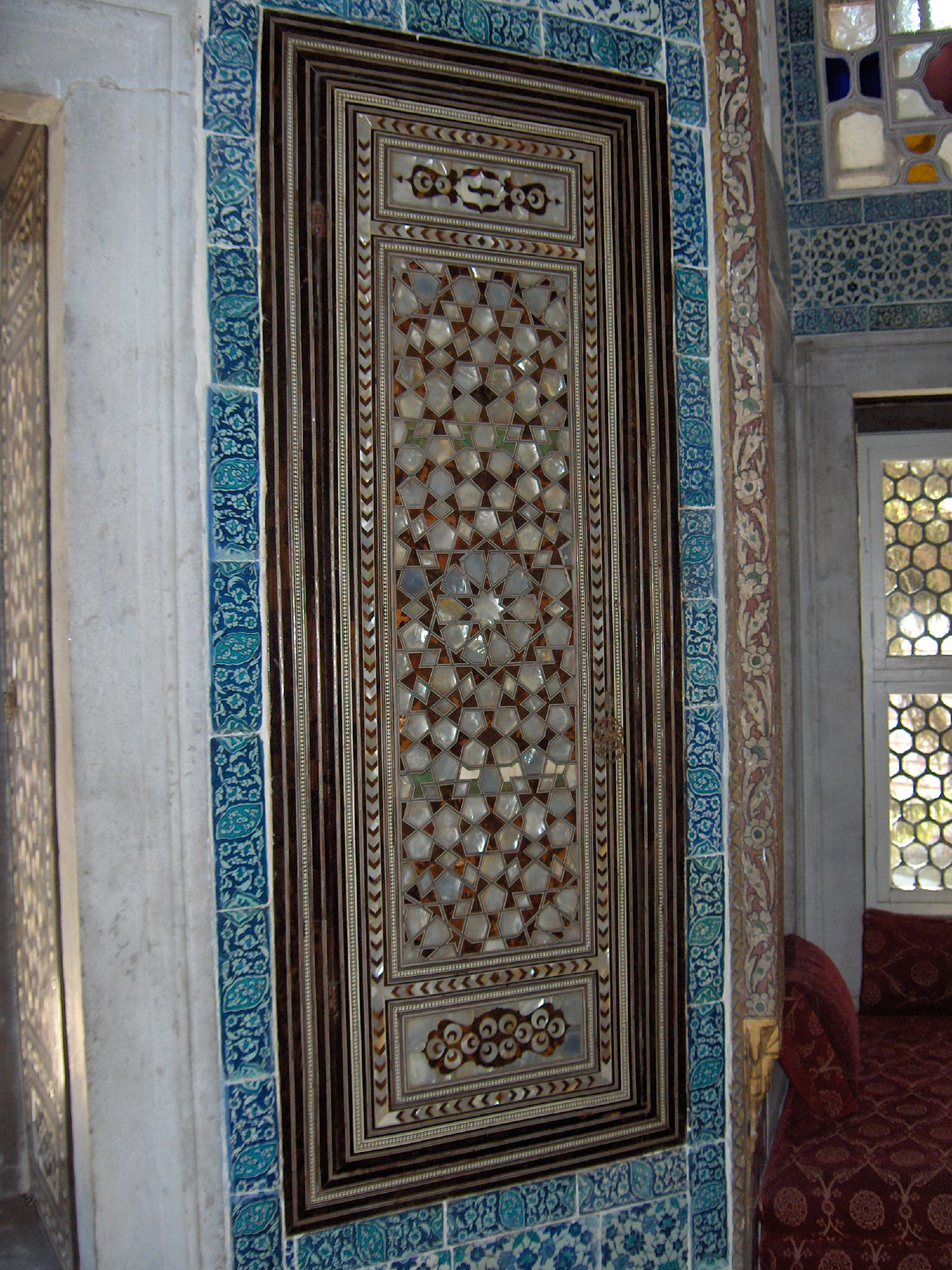
Parede decorada por azulejos de madrepérola

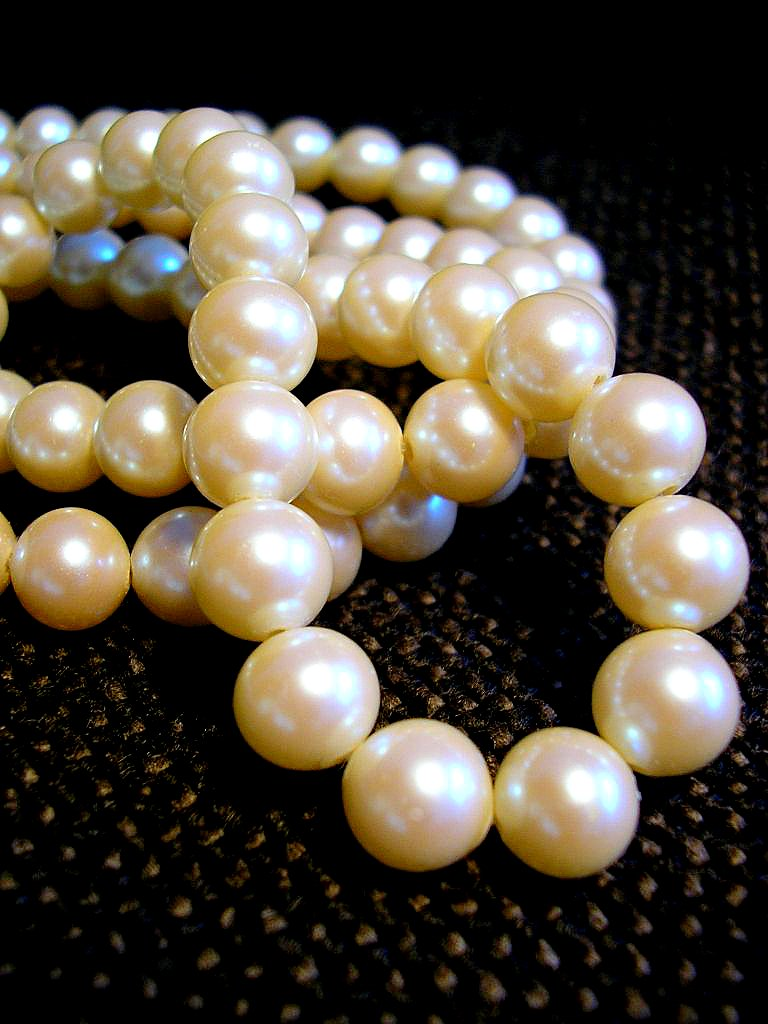
Colar de pérolas brancas

Madrepérola ou nácar é uma substância, dura, irisada, rica em calcário, produzida por alguns moluscos, no interior de sua concha, que é utilizada em bijuteria e marchetaria. O nácar das conchas é feito de camadas planas, enquanto as pérolas finas, produzidas pelas ostras, são compostas por camadas esféricas e concêntricas feitas pelos mesmos elementos do nácar. É produzida especialmente pelos bivalves.

## Produção
A madrepérola reveste o interior de diversas conchas. Também é liberada por alguns moluscos como uma reação a um corpo estranho que tenha entrado em sua membrana epitelial. O corpo estranho causa irritação ao animal, que passa a liberar essa secreção isolada para calcificação similar à parte interna da concha, formando uma pérola cujo tamanho varia de acordo com o tempo de resistência do corpo estranho no animal e das condições climáticas do meio ambiente.

### Artificial
As propriedades únicas do nácar o tornam uma inspiração ideal na criação de materiais sintéticos, a maioria dos métodos usados para produzir nácar artificial são complexos e consomem muita energia. A Universidade de Rochester inventou um método barato e ecológico para produzir nácar artificial usando bactérias. O material pode levar a novas aplicações na medicina, engenharia e construção de edifícios na lua.

## Uso em instrumentos musicais
A madrepérola tem uso também nos instrumentos musicais. O profissional chamado Luthier, cria seus instrumentos utilizando-a para marcar o braço com pequenos cilindros, já alguns chegam a fazer desenhos das mais variadas formas (no braço de instrumentos) com a madre. Ela também é utilizada na construção de tarraxas, knobs, acabamentos e "escudos" tanto em guitarras como em contrabaixo. A Madrepérola também é utilizada no fabrico de teclas para acordeon. A pérola é um objeto muito valioso.

## Aspectos culturais
Nácar é a substância que representa as bodas de trinta e um anos de casamento. Segundo algumas versões da Mitologia greco-romana, a deusa Vénus (para os romanos) ou Afrodite (para os gregos) nasceu de dentro de uma concha madrepérola tendo sido criada pelas espumas do mar.
A madrepérola pode refletir frequências diferentes da luz de acordo com a maneira como é iluminada, de modo que pode apresentar cores variadas, que vão dos rosas, aos azuis, verdes e amarelos, em várias tonalidades. Esse efeito é considerando bastante agradável à vista.
As pérolas são pequenas esferas feitas de nácar. São gemas bastante apreciadas. Quanto maiores forem, mais apreciadas são.